# Қә
Қә – dwuznak cyrylicy wykorzystywany w zapisie języka abchaskiego. Oznacza dźwięk [kʷʰ], czyli uwargowioną spółgłoskę zwartą miękkopodniebienną bezdźwięczną z przydechem.

## Kodowanie
| Forma     | Wygląd | Części składowe | Części składowe |
| --------- | ------ | --------------- | --------------- |
| majuskuła | Қә     | U+049A Қ        | U+04D9 ә        |
| minuskuła | қә     | U+049B қ        | U+04D9 ә        |